# Lomographa anoxys
Lomographa anoxys là một loài bướm đêm trong họ Geometridae.